# Stadio Gaston Gérard
Lo stadio Gaston-Gérard (in francese Stade Gaston-Gérard) è un impianto sportivo multifunzione francese di Digione.
Inaugurato nel 1934 e rinnovato nel 1990, nel 2007 e nel 2010, ospita gli incontri interni del Digione.
Ha una capienza di 15 459 persone.